# Andrin Netzer
Andrin Netzer (* 11. Januar 2002 in Vaduz) ist ein liechtensteinischer Fussballspieler.

## Karriere

### Verein
Netzer spielte in seiner Jugend für den liechtensteinischen Hauptstadtklub FC Vaduz, bei dem er im Sommer 2018 in die zweite Mannschaft befördert wurde. Zur Saison 2023/24 wechselte er zum USV Eschen-Mauren.

### Nationalmannschaft
Netzer durchlief mehrere liechtensteinische U-Nationalmannschaften, bevor er am 11. November 2020 im Freundschaftsspiel gegen Malta sein Debüt für die A-Nationalmannschaft gab, als er in der 78. Minute für Sandro Wolfinger eingewechselt wurde.